# Пресс-служба

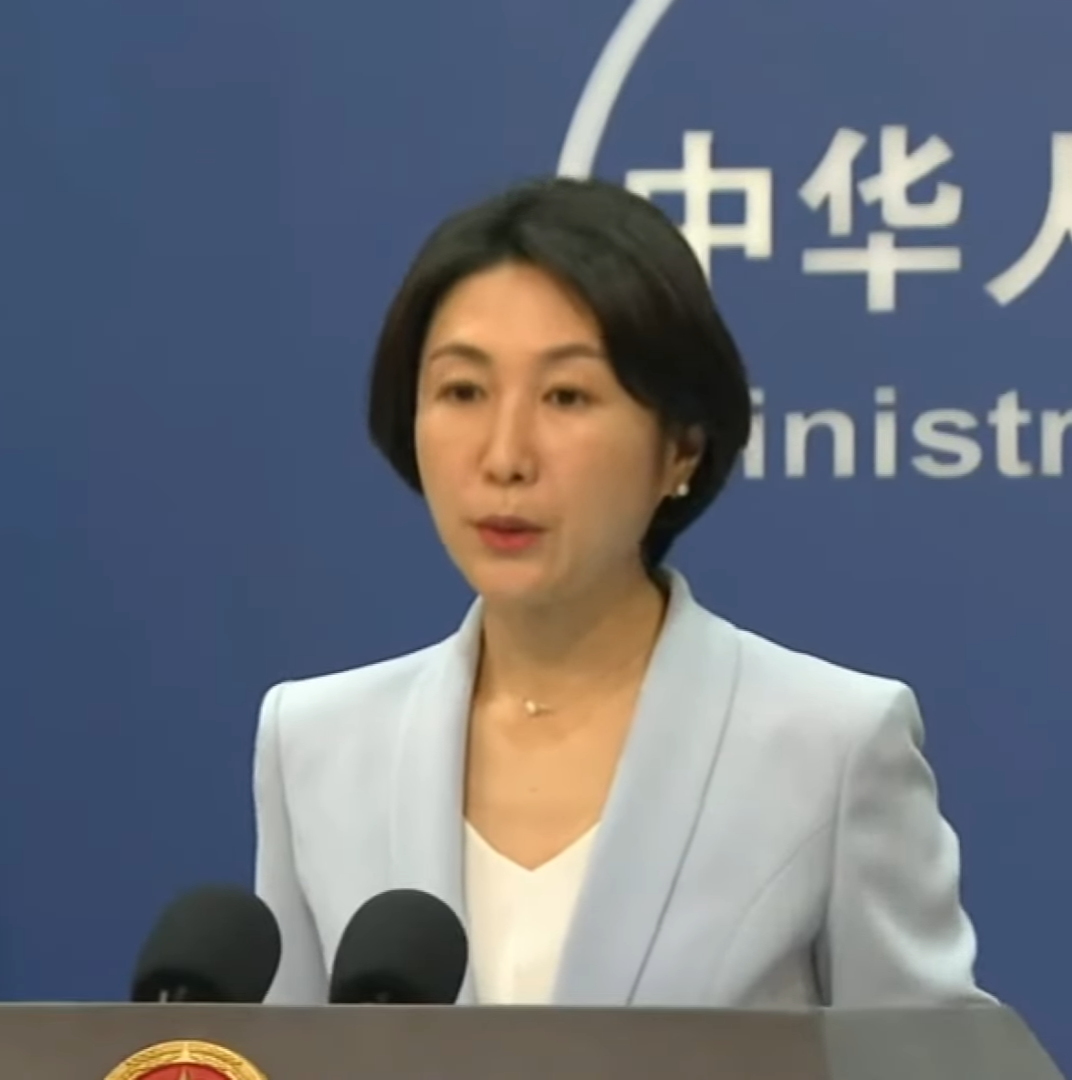
Мао Нин — пресс-секретарь МИДа Китайской народной республики.

Пресс-служба — подразделение организации, госучреждения или органа власти, осуществляющее взаимодействие данной структуры с прессой и прочими средствами массовой информации. Взаимодействие происходит посредством выпуска пресс-релизов и организации пресс-конференций, консультаций по интернету. Взаимодействие с прессой может осуществляться как одним лицом — пресс-секретарём организации, так и всеми сотрудниками службы.

## Задачи
Пресс-служба решает две задачи:
1. обеспечивает полноту и оперативность информации о деятельности представляемой ею организации;
2. создает оптимальные условия для работы (и отдыха) аккредитованных журналистов.

В зависимости от объёма работ связи со СМИ могут выполняться следующими специалистами:
1. пресс-специалистом (пресс-секретарем);
2. пресс-бюро;
3. отделом по работе с прессой;
4. пресс-службой или пресс-центром;
5. службой PR (непосредственно её руководителем);
6. внештатным работником или внешней консультативной фирмой[1].

## Цель пресс-службы
Цель пресс-службы как структурного подразделения заключается в передаче «нужной» информации в «нужное время» на самых разных уровнях. На местах актуальных событий пресс-служба может создавать субпресс-центры, иметь пресс-атташе. Такую картину можно видеть на Олимпийских играх, которые проходят в различных городах страны-устроителя. Пресс-атташе есть и в организациях, имеющих выход на международные контакты, зарубежные представительства (часто это советники, эксперты по связям с иностранными СМИ).

## Задачи пресс-службы
Задачами пресс-службы являются:
- Сбор и анализ информации социально-политического характера, связанной с осуществлением политической и экономической деятельности
- Мониторинг, анализ состояния и динамики общественного мнения в процессе осуществления экономических, политических и социальных программ и акций.
- Анализ деятельности региональных средств массовой информации по освещению и интерпретации деятельности федеральных и региональных органов государственного управления.
- Прогнозирование социально-политической ситуации и возможных сценариев развития событий в стране, регионе в связи с реализацией инициатив, политических акций, расходов в экономической и социальной политике как федеральных, так и региональных органов власти[3].

Публикуя материалы, предоставленные пресс-службой, средства массовой информации рассчитывают получить взамен информацию о самой компании или о сфере её деятельности. В некоторых случаях это могут быть просто бэкграунды, хотя иногда они могут оказаться выгодной рекламой.

## Направления работы пресс-службы
Чтобы успешно выполнять свои функции, пресс-служба должна быть готова к работе по следующим направлениям:
1. Советы, консультации по вопросам, связанным со спецификой организации. Идеально, когда руководитель пресс-службы даёт такие рекомендации высшему руководству. Пресс-секретарь обязан давать рекомендации в устной или письменной форме по каналам, существующим внутри фирмы. Такое информирование не означает подготовку рутинных пресс-релизов[4].
2. Коммуникационная работа — охватывает информирование внешних групп общественности о компании, её деятельности с помощью различных средств коммуникации. Коммуникационная работа включает в себя общий процесс формирования имиджа предприятия с использованием средств массовой информации, распространение информации о мотивах действий организации с помощью брошюр, устных выступлений или рекламы[5].

Цель любой пресс-службы — формирование и поддержка положительной репутации. Всё остальное — задачи, направленные на выполнение поставленной цели.